# 新竹科學園區公共自行車租賃系統
新竹科學園區公共自行車租賃系統是位於中華民國新竹科學園區竹科園區的公共自行車租賃系統，由中華民國新竹科學園區管理局與微笑單車公司合作建置，採用YouBike系統，於2017年8月30日開始營運，截至2019年12月23日共設有15個站點。YouBike1.0系統於2023年6月1日停止營運。

## 歷史
- 2017年8月30日系統開始營運，共開放8個站點，提供200輛自行車。[1][2]
- 2019年12月23日系統新增7個站點[3]。
- 2023年1月6日，新增15站YouBike2.0。
- 2023年6月1日YouBike1.0停止營運。
- 2023年6月28日，新增26站YouBike2.0。

## 站點
原YouBike1.0系統最終設置共15個租賃站點，於2023年6月1日起正式停用，並原址更換為YouBike 2.0系統。
截至2023年6月28日，YouBike2.0系統共設有41個站點。
| 租賃站名稱          | 設站位置                                | 車柱數量 | 啟用日期   | 車柱數量 |
| ------------------- | --------------------------------------- | -------- | ---------- | --- |
| 竹科管理局          | 新竹市東區新安路2號前人行道             | 15       | 2023/01/08 | - 新竹科學園區管理局 - 合作金庫銀行新竹科學園區分行                                                           |
| 科技生活館          | 新竹市東區工業東二路1號旁人行道         | 30       | 2023/01/08 | - 竹科科技生活館 - 兆豐國際商業銀行竹科新安分行 - 中華郵政新竹科學園郵局 - 台灣中油科學園區站                 |
| 靜心湖              | 新竹市東區竹村七路7號前人行道           | 24       | 2023/01/08 | - 全家便利商店新竹竹科店 - 靜心湖 - 新竹科學園區室外游泳池 - 新竹科學園區東區網球場 - 新竹科學園區東區籃球場  |
| 金山寺              | 新竹市東區湖濱二路201號旁(人行道)       | 18       | 2023/01/08 | - 新竹金山寺                                                                                                  |
| 矽導研發中心停車場  | 新竹市東區力行二路2號前人行道           | 18       | 2023/01/08 | - 矽導研發中心停車場 - 友達光電企業總部                                                                       |
| 篤行幼兒園          | 新竹市東區篤行路6號前人行道             | 18       | 2023/01/08 | - 聯發科技總部                                                                                                |
| 園二園三廣場        | 新竹市東區園區三路1號(對面人行道)       | 15       | 2023/01/08 | - 7-ELEVEN園區門市 - 台積電十二廠                                                                             |
| 研發四路公園        | 新竹市東區園區二路15號(斜對面人行道)    | 15       | 2023/01/08 | - 遠東國際商業銀行新竹科園分行                                                                                |
| 陽明交通大學-新安路 | 新竹市東區新安路/園區三路口(東南側)     | 30       | 2023/01/08 | - 國立陽明交通大學新竹光復校區 - 國家高速網路與計算中心                                                       |
| 研發二路停車場      | 新竹市東區研發二路/創新三路口(南側)     | 15       | 2023/01/08 | - 7-ELEVEN揚明門市 - 鴻海精密工業股份有限公司 - 緯創資通股份有限公司                                          |
| 力行一路力行六路口  | 新竹市東區力行一路/力行六路口(北側)     | 24       | 2023/01/08 | - 7-ELEVEN矽導門市 - 創意電子股份有限公司                                                                     |
| 聯園                | 新竹市東區力行三路/力行二路口(北側)     | 18       | 2023/01/08 | - 聯園活動中心 - 全家便利商店新竹元太店                                                                       |
| 園區三路研新一路口  | 新竹縣寶山鄉研新一路/園區三路口(西北側) | 15       | 2023/01/08 | - 台積電七廠 - 虹光精密股份有限公司                                                                           |
| 同業公會            | 新竹市東區展業一路/新安路(北側)         | 15       | 2023/01/08 | - 台灣科學工業園區科學工業同業公會                                                                            |
| 興業二路停車場      | 新竹市東區興業二路/研新三路口(西側)     | 15       | 2023/01/08 | - 新唐科技股份有限公司                                                                                        |
| 力行四路            | 新竹市東區力行路/力行四路口(西側)       | 14       | 2023/06/28 | - 全家便利商店新竹晶電店 - 台亞半導體股份有限公司 - 晶元光電股份有限公司 - 聯亞科技股份有限公司三廠           |
| 展業二路            | 新竹市東區展業一路/展業二路口(北側)     | 15       | 2023/06/28 | - 上詮光纖通信股份有限公司 - 台灣高通股份有限公司 - 財團法人國家實驗研究院台灣半導體研究中心 - 國家太空中心   |
| 創新三路            | 新竹市東區創新三路15號                  | 10       | 2023/06/28 | - OK便利商店竹科創新門市 - 遠東國際商業銀行新竹科園分行                                                       |
| 寶山路452巷         | 新竹市東區寶山路452巷/寶山路口(東北側)  | 25       | 2023/06/28 | - 全家便利商店新竹寶山店                                                                                      |
| 研新四路            | 新竹市東區研新四路/高峰路口(西側)       | 20       | 2023/06/28 | - 高翠路籃球場 - 高峰福德宮                                                                                   |
| 西區網球場          | 新竹縣寶山鄉創新一路/研發四路口(東側)   | 15       | 2023/06/28 | - 新竹科學園區西區網球場                                                                                      |
| 研發一路            | 新竹縣寶山鄉研發一路15號                | 15       | 2023/06/28 | - 頎邦科技研發廠 - 竹科公園                                                                                   |
| 實驗中學            | 新竹市東區介壽路/園區一路口(西側)       | 19       | 2023/06/28 | - 國立新竹科學園區實驗高級中等學校                                                                            |
| 工業東三路          | 新竹市東區工業東三路/園區二路口(北側)   | 15       | 2023/06/28 | |
| 湖濱三路            | 新竹市東區湖濱三路/竹村七路口(西側)     | 16       | 2023/06/28 | - 新竹科學園區東區籃球場                                                                                      |
| 園區大門(東側)      | 新竹市東區光復路一段/園區一路口(東側)   | 25       | 2023/06/28 | - 新竹科學園區大門 - 達美樂披薩園區店 - 寶雅新竹光復店                                                        |
| 園區大門(西側)      | 新竹市東區光復路一段/園區一路口(西側)   | 18       | 2023/06/28 | - 台灣電力公司新桃供電區營運處 - 新竹科學園區大門                                                             |
| 竹村三路(東側)      | 新竹市東區竹村三路20號(對側)            | 23       | 2023/06/28 | |
| 竹村三路(西側)      | 新竹市東區竹村三路9號(北側)             | 15       | 2023/06/28 | |
| 力行二路            | 新竹市東區力行二路1號                   | 20       | 2023/06/28 | - 友達光電企業總部                                                                                            |
| 篤行污水處理廠      | 新竹市東區力行三路/力行路口(東北側)     | 20       | 2023/06/28 | - 篤行污水處理廠                                                                                              |
| 力行六路            | 新竹市東區力行六路/園區二路口           | 21       | 2023/06/28 | - 張忠謀大樓 - 7-ELEVEN積七門市 - 台灣積體電路製造十二廠                                                      |
| 園區拖吊場          | 新竹市東區篤行路7號                     | 14       | 2023/06/28 | - 新竹科學工業園區拖吊場 - 聯發科技股份有限公司 - 東京威力科創股份有限公司                                    |
| 旺園                | 新竹市東區力行路16號(南側)              | 15       | 2023/06/28 | - 旺園 - 旺宏電子股份有限公司                                                                                 |
| 雙園路停車場        | 新竹縣寶山鄉雙園路一段/雙園路一段6巷口  | 20       | 2023/06/28 | - 雙園路停車場                                                                                                |
| 介壽路              | 新竹市東區介壽路/金山街口               | 20       | 2023/06/28 | - 中國信託銀行竹科分行 - 星巴克介壽門市 - 新竹市警察局第二分局關東橋派出所 - 新竹市消防局第二大隊金山消防分隊 |
| 聯合服務大樓        | 新竹市東區工業東七路/園區一路口(南側)   | 16       | 2023/06/28 | - 新竹科學園區聯合服務大樓 - 財政部關務署臺北關新竹業務課 - 臺灣銀行新竹科學園區分行                          |
| 工業東四路          | 新竹市東區工業東四路/工業東五路口(西側) | 17       | 2023/06/28 | - 凌通科技股份有限公司 - 信越光電股份有限公司                                                                 |
| 工業東九路(西側)    | 新竹縣寶山鄉工業東九路25號              | 15       | 2023/06/28 | - 眾智光電科技股份有限公司 - 偉詮電子股份有限公司                                                             |
| 工業東九路(東側)    | 新竹縣寶山鄉工業東九路12號(對側)        | 15       | 2023/06/28 | - 台灣信越半導體股份有限公司 - 合勤科技股份有限公司                                                           |
| 矽導研發中心        | 新竹市東區力行一路10-1號(東北側)        | 17       | 2023/06/28 | - 矽導竹科研發中心 - 宜特科技股份有限公司                                                                     |

## 租借方式
科技部新竹科學園區公共自行車租賃系統採用24小時開放的無人自動化管理系統，可甲站租乙站還，使用者可以利用官方網站、官方App、各站自動服務機（Kiosk）或服務中心等方式加入會員，使用註冊的電子票證即可租借自行車，另外還可利用信用卡至自動服務機辦理單次租車。會員租借2小時內每30分鐘新臺幣10元，2小時至4小時內每30分鐘新臺幣20元，超過4小時每30分鐘新臺幣40元。

## 外部連結
- YouBike 公共自行車
- YouBike桃竹苗粉絲團的Facebook專頁